# Montclús (Gard)
Montclús (en francès Montclus) és un municipi francès situat al departament del Gard i a la regió d'Occitània.